# 君夕子
君 夕子（きみ ゆうこ、1950年9月19日 - ）は、日本の演歌歌手、女優。本名は浅本美代子。大阪府出身。旧芸名は千麻田玲子。

## 経歴
高校卒業後、上京して作曲家・船村徹に師事し、3年間レッスンを受ける。1970年「神様がまちがったのね」で歌手デビューする。粋な和服姿で人気があがりドラマ・時代劇「遠山の金さん」、「右門捕物帖」などに出演したが、1979年一時芸能界を引退し、赤坂にてサパークラブを経営。1985年に復帰し、レコード「昭和仁侠伝」で復帰した。
1996年に再度引退。出身地の大阪に戻り、緑橋でカラオケスナックを開店。現在はものまねショーパブも経営している。

## 主なディスコグラフィー

### シングル
- 神様がまちがったのね
- 待っている女
- 朝の停車場
- 昭和仁侠伝
- 夢ワルツ
- 艶歌
- 悲願花
- 御身
- 捨てとくれ
- なみだ
- 夜明けの連絡船

## 主なテレビ番組

### ドラマ
- ロボット刑事（1973年、CX / 東映）- 霧島サオリ
- 特別機動捜査隊 （NET / 東映） 
  - 第602話「香港から来た女」（1973年） - 歌手
  - 第702話「消えた一千万円」（1975年） - ママ
  - 第720話「待っている女」（1975年） - 妙子
- 非情のライセンス （NET / 東映）
  - 第1シリーズ 第42話「兇悪の新曲」（1974年） - 中川美代
  - 第2シリーズ 第61話「兇悪の美女」（1975年） - 半村アキ
- ご存知遠山の金さん 第36話「半五郎母恋唄」 (1974年、NET / 東映）　- お澄
- 右門捕物帖 第43話「牡丹の刺青」 (1975年、NET / 東映）
- ご存じ金さん捕物帳 第20話「北町奉行所を砲撃せよ」（1975年、NET / 東映） - まさえ
- ニュードキュメンタリードラマ昭和 松本清張事件にせまる 第11回「佐分利公使の怪死事件」（1984年、ANB / 国際放映）
- 月曜ドラマランド / いじわる看護婦(7)（1984年、CX）
- 水曜ドラマスペシャル / 揺れる女 忘れてほしい過去がありますか…（1985年、TBS）
- 大河ドラマ / 春日局　（1989年、NHK）

### 歌番組ほか
- 夜のヒットスタジオ（CX）
- ロッテ 歌のアルバム（TBS）
- 歌謡びんびんハウス（EX）

## 主な受賞歴
- 新宿音楽祭銀賞（1970年）
- メガロポリス歌謡祭演歌メガロポリス賞（1987年、1988年）
- 日本演歌大賞演歌スター賞（1988年）